# Apussuit Skiing Center
Apussuit Skiing Center er navnet på et skicenter på toppen af en gletsjer omtrent 25 km fra byen Maniitsoq i Grønland.
Området er på ca. 250 km² om sommeren, men betydeligt mere om vinteren. Området er særdeles velegnet til skiløb. For at komme til skiområdet, skal man sejle til Apussuits havneanlæg, og dernæst vandre til skiterrænet fra Maniitsoq, eller køre med et af Apussuits køretøjer.
Terrænet varierer fra 150 meter til 1.200 meter over havets overflade. Centeret har plads til 14 gæster, mens der længere nede ad fjeldet ligger yderligere fem hytter med plads til 20 personer.
Navnet Apussuit er grønlandsk og betyder "Den Store Sne". Maniitsoq betyder "Det Ujævne", da området er et af de mest utilgængelige i Vestgrønland.
Ud over skiaktiviteterne er der mulighed for at køre gennem det smukke grønlandske landskab på snescooter.
|  | Denne artikel kan blive bedre, hvis der indsættes geografiske koordinater Denne artikel omhandler et emne, som har en geografisk lokation. Du kan hjælpe ved at indsætte koordinater i wikidata. |